# 針谷逸郎
針谷 逸郎（はりがい いつろう、1887年（明治20年）4月19日 - 1967年（昭和42年）2月22日）は、大日本帝国陸軍軍人。最終階級は陸軍少将。兵科は歩兵科。

## 経歴
1887年（明治20年）に群馬県で生まれた。陸軍士官学校第26期卒業。1940年（昭和15年）8月に第1国境守備隊第2地区隊長に就任し、1941年（昭和16年）3月に陸軍大佐に進級した。1943年（昭和18年）3月に歩兵第218連隊長（支那派遣軍・第11軍・第34師団）に転じ、宜昌に出動して守備に任じた。ついで湘桂作戦に出撃し、戦果を収めた。
1945年（昭和20年）2月26日に第23軍司令部附を経て、4月15日に歩兵第93旅団長（第23軍・第130師団）に就任し、6月10日に陸軍少将に進級。南支で警備・討伐戦に任じて終戦を迎えた。
1947年（昭和22年）11月28日、公職追放仮指定を受けた。